# Без дом
Без дом (на френски: Sans Famille) е роман, написан през 1878 година от френския писател Ектор Мало.
В него се разказва историята на малкия Реми, който е продаден на странстващия артист Виталис и обикаля Франция с трупата му от три кучета и една маймунка. През дългия си и труден път Реми се сблъсква с много хора и преживява най-различни приключения, но накрая успява да намери своето истинско семейство. Артистът умира, но Реми бива спасен от градинар, който ги открил близо до къщата си заринати от снега. Реми бива спасен след като е успял да се затопли от собствената топлина на едно от кучетата на име Капи. Книгата е екранизирана няколко пъти, за последно през 2000 година.

## Галерия
- Илюстрация на романа
- Илюстрация на романа
- Илюстрация на романа
- Илюстрация на романа